# Totò nella luna
Pour plus de détails, voir Fiche technique et Distribution.
Totò nella luna, parfois connu sous le titre français Toto dans la lune, est une comédie de science-fiction italienne réalisée par Steno et sortie en 1958.

## Synopsis
Achille Paoloni est un employé de Soubrette, une petite maison d'édition appartenant au chevalier Pasquale Belafronte. Achille a écrit un roman de science-fiction qu'il espère en vain faire publier avec l'aide du chevalier hostile.
Entre-temps, les scientifiques américains apprennent qu'Achille possède dans son sang une substance adaptée aux vols spatiaux, le glumonium, héritage de l'allaitement inhabituel au lait de singe qu'il a connu lorsqu'il était bébé. Lorsque deux émissaires du FBI viennent au bureau pour proposer une mission spatiale à Achille, il pense qu'il s'agit de représentants de la rédaction venus publier son roman à l'étranger. Lorsque le chevalier Pasquale l'apprend, il désire se racheter des années d'insultes et d'hostilité envers le pauvre Achille et fait tout pour publier le roman à ses frais, acceptant même un mariage entre le jeune homme et sa fille Lidia. Achille accepte d'épouser Lidia, mais il se rend vite compte qu'il s'agit d'une erreur : les États-Unis ne veulent pas lancer « Il razzo nello spazio » (litt. « La fusée vers l'espace », c'est-à-dire publier le roman), mais lancer une véritable fusée dans l'espace, c'est-à-dire faire atterrir le jeune homme lui-même sur la Lune. La voyage sur la lune fait d'ailleurs l'objet d'une concurrence sans merci menée par une mystérieuse puissance étrangère dirigée par le scientifique interplanétaire allemand Von Braut et la belle espionne Tatiana.
Les plans des deux puissances rivales sont contrecarrés par d'étranges extraterrestres (les Annélides) qui envoient sur Terre deux « cosons », des sosies de Pasquale et Achille. Ce sont eux qui sont envoyés sur la Lune afin d'empêcher que la conquête de l'espace par les humains ne mette en péril l'équilibre pacifique entre les peuples extraterrestres. Pasquale et le « coson » d'Achille sont enlevés par les Allemands, placés dans un caisson d'hibernation et lancés dans l'espace dans une fusée, mais ils en perdent le contrôle. Pasquale est sauvé par les Annélides, qui parviennent à prendre le contrôle de la fusée et à la faire atterrir sur la Lune.
Un Annélide apparaît à Pasquale, qui demande à être ramené pour pouvoir rassurer ses proches. L'Annélide lui montre que sur Terre, le véritable Achille a fait fortune en Amérique en écrivant des récits de science-fiction et qu'il a fondé une famille avec Lidia, et que Pasquale ne manque à personne puisque son « coson » a pris sa place et drague la bonne à sa place. Contraint de rester sur la Lune pour le reste de sa vie, Pasquale parvient au moins à convaincre l'Annélide de transformer le « coson » d'Achille en une femme séduisante.

## Fiche technique
- Titre original italien : Totò nella luna[2]
- Réalisateur : Steno
- Scénario : Lucio Fulci, Sandro Continenza, Ettore Scola
- Photographie : Marco Scarpelli (it)
- Montage : Giuliana Attenni (it)
- Musique : Alessandro Cicognini
- Décors : Giorgio Giovannini (it)
- Maquillage : Goffredo Rocchetti
- Production : Mario Cecchi Gori
- Société de production : Maxima Film Compagnia Cinematografica, Montfluor Film
- Pays de production : Italie
- Langue originale : italien
- Format : Noir et blanc - 1,96:1 - Son mono - 35 mm
- Durée : 94 minutes
- Genre : Comédie de science-fiction
- Dates de sortie :
  - Italie : 29 novembre 1958 (Turin) ; 12 décembre 1958 (Rome) ; 18 décembre 1958 (Milan)

## Distribution
- Totò : Chevalier Pasquale da Poggio Mirteto
- Sylva Koscina : Lidia, la fille
- Ugo Tognazzi : Achille Paoloni
- Luciano Salce : Von Braut
- Sandra Milo : Tatiana
- Agostino Salvietti : comptable Iannutti
- Renato Tontini : Vladimiro
- Giacomo Furia : Commandant Santoni
- Jim Dolen : O'Connor
- Richard McNamara : Campbell
- John Karlsen : Dr. John Forrester
- Anna Maria di Giulio : Teodolinda Cancellotti (alias Doris Isgrid)
- Rodolfo Lodi : Dr. Cardone
- Toni Ucci : le médecin qui soigne Achille
- Lambert Antinori : Docteur Crespi
- Piera Arico : l'infirmière.
- Francesco Mulè : l'agent de circulation
- Marco Tulli : un créancier
- Ignazio Leone : un policier à vélo
- Salvo Libassi : l'autre policier à vélo
- Ivy Holzer : la « coson » / la nouvelle bonne des Paoloni.

## Clins d'œil
Le film est une parodie des films de genre sur la conquête de l'espace - dont Destination... Lune ! (1950) - et a été considéré comme une réponse comique à Le danger vient de l'espace de Paolo Heusch et Mario Bava, sorti la même année, généralement considéré comme le premier film de science-fiction italien, car il a été réalisé avec une intention dramatique plutôt que burlesque.
Les « cosons » que l'on voit dans le film ont la forme de haricots en train de germer, une référence parodique aux « gousses » du classique américain de science-fiction L'Invasion des profanateurs de sépultures (1956) de Don Siegel, distribué en Italie l'année précédente (1957) par Lux Film.